# ديفيد غوردون (اقتصادي)
ديفيد غوردون (بالإنجليزية: David Gordon)‏ هو اقتصادي أمريكي، ولد في 4 مايو 1944 في واشنطن العاصمة في الولايات المتحدة، وتوفي في 16 مارس 1996 في نيويورك في الولايات المتحدة.